# Xanthoparmelia ahtii
Xanthoparmelia ahtii är en lavart som först beskrevs av Essl., och fick sitt nu gällande namn av O. Blanco, A. Crespo, Elix, D. Hawksw. & Lumbsch. Xanthoparmelia ahtii ingår i släktet Xanthoparmelia och familjen Parmeliaceae. Inga underarter finns listade i Catalogue of Life.